# Massacre del Dia de Sant Valentí
La massacre del Dia de Sant Valentí és el nom donat a l'assassinat de set persones el dijous 14 de febrer de 1929 com a part del conflicte de l'era de la prohibició entre dues poderoses bandes criminals a Chicago: la banda italiana del Costat Sud dirigida per Al Capone i la banda irlandesa del Costat Nord dirigida per Bugs Moran. Antics membres de la banda Egan's Rats també van estar sota sospita d'haver tingut un paper important en la massacre, ajudant a Al Capone.

## Víctimes
- Peter Gusenberg, un perdonavides de primera línia per a l'organització Moran.
- Frank Gusenberg, el germà de Peter Gusenberg i també un executor. Frank encara era viu quan la policia va arribar per primera vegada a l'escena, tot i els informes deien que tenia catorze bales al cos. En ser interrogat per la policia sobre el tiroteig, la seva única resposta va ser "ningú no em va disparar". Va morir tres hores després.
- Albert Kachellek (àlies "James Clark"), segon al comandament de Moran, jubilat en el moment, en si mateix no era un membre de la banda, però hi era en el moment de la matança que va ocórrer.
- Adam Heyer, el comptable i gerent de negocis de la banda de Moran.

## Fets
El matí del dijous 14 de febrer del 1929, del Dia de Sant Valentí, cinc membres de la Banda del Costat Nord, a més de col·laboradors de la banda com Reinhardt H. Schwimmer i John May, van ser alineats contra paret en la part posterior de l'interior del garatge al 2122 de North Clark Street, al barri de Lincoln Park del costat nord de Chicago, i foren passats per les armes. Els assassinats van ser comesos per gàngsters suposadament de fora de la ciutat contractats per la màfia d'Al Capone per tal que aquest fos reconegut per les seves víctimes.